# جوزيف ميخائيل جيلمور
جوزيف ميخائيل جيلمور (بالإنجليزية: Joseph Michael Gilmore)‏ هو كاهن كاثوليكي أمريكي، ولد في 23 مارس 1893 في نيويورك في الولايات المتحدة، وتوفي في 2 أبريل 1962.